# Ernst Fiedler
Ernst Fiedler (1861–1954) est un mathématicien suisse (né en Allemagne).

## Biographie
Fiedler est le fils de Wilhelm Fiedler, professeur de mathématiques à l'ETH Zurich à partir de 1867. De 1879 à 1882, il étudie les mathématiques à l'ETH Zurich ; en 1882, il s'installe à Berlin où il étudie auprès de Weierstrass, Frobenius et d'autres mathématiciens importants. En 1885, il s'installe à Leipzig, où il obtient un doctorat sous la direction de Felix Klein en 1885.
De retour à Zurich, il est privatdozent à l'ETH Zurich. En 1889, il est nommé professeur titulaire à l'Industriechule (en 1904 rebaptisée Oberrealschule, et maintenant Kantonsschule Rämibühl). Il est directeur de l'école de 1904 à 1926 où il prend sa retraite.
Fiedler ne produit que quelques manuels scolaires du secondaire et aucun document de recherche. Mais il laisse quelques notes de cours sur les cours donnés par son père et d'autres professeurs comme Weierstrass.
Il rejoint également l'armée suisse et devient le plus jeune colonel de l'armée. À partir de 1889, il enseigne la balistique au Polytechnicum. Il est également membre d'un certain nombre de comités pour améliorer les écoles secondaires.